# Exposed (álbum)
Exposed es el primer álbum en solitario del cantante de Mötley Crüe Vince Neil, publicado en 1993 por Warner Bros.
El disco dio comienzo a la carrera de Neil fuera de Mötley Crüe, tras su alejamiento del grupo hacia 1992, fue producido por Ron Nevison y alcanzó el puesto 13º en los charts estadounidenses.
Neil promocionó este trabajo en gira como acto apertura para Van Halen.

## Lista de temas
1. "Look in Her Eyes" (Neil, Stevens, Soussan)
2. "Sister of Pain" (Neil, Blades, Shaw)
3. "Can't Have Your Cake" (Neil, Stevens)
4. "Fine, Fine Wine" (Neil, Soussan)
5. "The Edge" (Neil, Stevens, Soussan)
6. "Can't Change Me" (Blades, Shaw)
7. "Set Me Free" (Andrew Scott) (cover de The Sweet)
8. "Living Is a Luxury" (Neil, Stevens)
9. "You're Invited (But Your Friend Can't Come)" (Neil, Blades, Shaw)
10. "Gettin' Hard" (Neil, Stevens, Soussan)
11. "Forever" (Neil, Stevens, Soussan)

## Personal
- Vince Neil - voz
- Steve Stevens - guitarra
- Dave Marshall - guitarra
- Robbie Crane - bajo
- Vik Foxx - batería